# Eiterberg (Pfälzerwald)
Der Eiterberg ist ein Berg im Pfälzerwald.

## Geographie

### Lage
Der Berg befindet sich in der Frankenweide innerhalb einer nordwestlichen Waldexklave der Stadt Annweiler am Trifels. Nördlich befindet sich die zur Ortsgemeinde Wilgartswiesen gehörende Exklave Hofstätten. Im Süden ist er vom Tal des Kaltenbach  und im Nordosten vom Tal des Eiderbach mit Felsblöcken der Karlstalschichten umgeben. An seinem Ostfuß befindet sich der Wohnplatz Annweiler Forsthaus. Nordwestlich erstreckt sich der 558,9 m hohe Blosenberg und südöstlich der Zwieselkopf (396,6 m).

### Naturräumliche Zuordnung
Zusammenfassend folgt die naturräumliche Zuordnung des Eiterberges folgender Systematik:
- Großregion 1. Ordnung: Schichtstufenland beiderseits des Oberrheingrabens
- Großregion 2. Ordnung: Pfälzisch-Saarländisches Schichtstufenland
- Großregion 3. Ordnung: Pfälzerwald
- Region 4. Ordnung (Haupteinheit): Mittlerer Pfälzerwald
- Region 5. Ordnung: Frankenweide bzw. Hoher Pfälzerwald

## Charakteristik
Beim Eiterberg handelt es sich um einen prägnanten Rückenberg, der von tief eingeschnittenen, felsigen Kerbtälern umgeben ist. Er ist vollständig bewaldet in form von Mischwald, wobei hauptsächlich naturnahe Buchen- und Eichenwälder dominieren.

## Tourismus
Der Gipfel ist auf Wanderpfaden erreichbar. Entlang seiner Ostflanke führt die Route eines Wanderwegs, der mit einem blau-gelben Balken markiert ist und unter anderem die Verbindung mit Lauterecken sowie Sankt Germanshof schafft. Im benachbarten Annweiler Forsthaus ist eine Waldgaststätte untergebracht; der dortige Parkplatz dient als potentieller Ausgangspunkt für Wanderungen.